# Notícies Nou
Notícies Nou (Nt9) va ser un informatiu de televisió, noticiari principal de Televisió Valenciana que s'emetia des del 20 de setembre de 1989 a Canal Nou, tot i que posteriorment també s'emeté pel Canal Nou 24.
El Notícies Nou comptà amb tres edicions diàries: el matinal "Nt9 Bon Dia" amb una duració de 90 minuts, l'edició migdia i nocturna, ambdues amb 60 minuts de duració. Els caps de setmana no s'emetia l'edició matinal. Els diversos presentadors són:
Nt9 Bon Dia
- Elena Avivar

Nt9 Primera edició
- Maribel Vilaplana
- Joan Espinosa
- Fermín Rodríguez (esports)

Nt9 Segona edició
- Victòria Maso
- Mireia Llinares

Nt9 Cap de setmana
- Vicent Juan
- Eva Altaver Egea
- Susana Remohí (esports)

## Antics presentadors
N'han estat presentadors periodistes com Xelo Miralles, Rosa Brines, Salvador Caudeli, Llorenç Abril, Maria Josep Poquet, Pilar Algarra, Paloma Insa, Inma Aguilar, Alfons Pérez, Clara Castelló, Lluis Motes, Amalia Sebastian, Empar Recatalá, Frederic Ferri, Carolina Bueno, Susanna Lliberós o Albert Alonso.

## Història
Notícies Nou naix juntament amb la cadena, sent el primer programa que es va emetre. Inicialment comptava amb 32 periodistes, delegacions a Alacant, Castelló, Brussel·les i Madrid, i 14 corresponsals per a cobrir les notícies d'àmbit comarcal. Tenien intercanvi d'imatges amb les altres cadenes de la FORTA i accés al fons de les agències Visnews, WTN i APTV.
Es va buscar un model semblant al de TVE, si bé en comptes d'un presentador-periodista, Notícies Nou va optar per utilitzar com a presentadors a bons comunicadors, amb bona presència i dicció. Les primeres crítiques van considerar que Notícies Nou era la millor producció de Canal 9 en els seus inicis, i que l'elecció de presentadors en comptes de periodistes garantia certa qualitat formal, deixant per als periodistes la tasca d'elecció de notícies, evitant així conflictes amb el Consell d'Administració, format per polítics. Entre les crítiques, El Temps va jutjar com una falta d'ambició situar l'informatiu de Canal 9 després del de TVE 1 i TV3, tot i que esta franja horària va contribuir a la seua consolidació, en mantenir les altes audiències del programa que s'emetia abans, El Show de Joan Monleon.